# Ибби-Суэн
Ибби-Суэн — царь Ура, царь Шумера и Аккада, правил приблизительно в 2028 — 2004 годах до н. э., последний из III династии Ура. Сын Шу-Суэна.

## Правление

### Нашествие амореев
Хотя Ибби-Суэн и был, так же как его предшественники, обожествлён при жизни, он уже не пользовался таким могуществом. По данным ономастики, большое число царских чиновников в то время составляли амореи; многие из них занимали весьма высокие посты и пользовались доверием молодого царя.
В его правление аморейские орды даже не пытаясь прорваться на юг через раскалённую «гипсовую пустыню» и построенную царскими работниками заградительную стену, перешли Верхнюю Месопотамию поперёк с запада на восток переправились через Тигр, затем через Диялу и начали вторгаться на поля Нижней Месопотамии с востока на запад. Амореи гнали свой скот на шумеро-аккадские хлебные поля, окружали города, отрезая пути от них к центру государства, и не получая оттуда помощи, местные энси стали отлагаться от Ура. В одном из пророчеств древневавилонского периода сказано: «Пришедший из степи прорвётся и изгонит того, кто живёт в городе».

### Отпадение провинций
Отследить начало распада державы несложно — в одном городе за другим стали пропадать административные документы, датированные с помощью царской формулы. Так, на 3-м году правления Ибби-Суэна (ок. 2026/2025 год до н. э.) от его царства отпала Эшнунна, энси которой Итуриа ещё совсем недавно был преданным наместником отца Иббу-Суэна, царя-бога Шу-Суэна и строил, посвящённый последнему, храм в Эшнунне. В том же 3-м году вспыхнуло восстание в стране Симуррум, которое было с большим трудом подавлено Ибби-Суэном.

Древнее Междуречье

На 4-м году (ок. 2025/2024 год до н. э.) в зависимом Эламе начались смуты. Царь эламской области Симашки Энпи-луххан (шумерские источники называют его Энбилуа) совершил набег с гор на Сузиану и освободил города Аван, Адамдун, Сузы. С этого момента в Сузах исчезли царские датировки. На 5-м году (ок. 2024/2023 год до н. э.) от царства Ура отложился Лагаш, где ещё в 3-м году сошёл со сцены суккальмах Урду-Нанна.
В том же 5-м году Ибби-Суэн для укрепления восточных границ выдал свою единокровную сестру Тукин-хатитуй-мигриша за энси города-государства Запшали. На 6-м году (ок. 2023/2022 год до н. э.) отпала Умма. Под угрозой захвата оказались жизненно важные центры Урского государства. Датировочная формула 6-го правления Ибб-Суэна говорит об укреплении стен Ниппура и Ура. Отряды гурушей (работников царских хозяйств) всюду разбегались, грабя казённое добро вместе с амореями, чтобы прокормиться. В пророчествах древневавилонского периода для обозначения этого периода использованы слова: «Когда страна восстала против Ибби-Суэн».
Список царей Ларсы предполагает, что уже в 2026 году до н. э. аморей Напланум, основатель царства Ларсы, правил в этом городе. Однако современные историки считают это событие малодостоверным. Город Ларса, расположенный всего в 40 км от Ура, вряд ли мог быть захвачен аморейским вождём в столь ранний период. Возможно, что Напланум, как вождь скотоводческого племени, захватил лишь пастбища в ряде восточных номов Двуречья, но в самой Ларсе он никогда не правил.

### Голод в стране. Создание царства Исин
Начиная приблизительно с 2022 года до н. э. в Уре начался голод, так как урожай в столицу перестал поступать из большей части округов. Ибби-Суэн послал своего сановника Ишби-Эрру в ещё не тронутые нашествием западные районы страны с поручением закупить у общинников зерно для государственного хозяйства. Закупив большое количество ячменя (свыше 10 млн литров) по недорогой цене — 1 гину или сикль (8,3 г) серебра за 1 гур (приблизительно 252,6 л) зерна — и свезя его в маленький окружной центр Исин, на одном из каналов, недалеко от древнего Ниппура, Ишби-Эрра потребовал у Ибби-Суэна 600 судов для перевозки зерна в столицу. Одновременно он просил царя поставить его главнокомандующим над воинскими контингентами Исина и Ниппура, чтобы охранять зерно от грабежей амореев. Судов у царя не оказалось. Тогда Ишби-Эрра, почувствовав свою силу, отложился от Ура и основал собственное царство.
На 7-м году правления Ибби-Суэна (ок. 2022/2021 год до н. э.) Ишби-Эрра, видимо, захватил Ниппур; именно с этого года из этого города исчезают царские датировочные формулы. В его руках оказываются не только храмовые богатства, но и царская сокровищница, как предполагают сооружённая здесь ещё Шульги. Мало того, захватив священный город Ниппур, Ишби-Эрра приобрел право на титул царя Шумера. Энси Казаллу Пузур-Нимушда и энси Гиркаля Кирбуба, посланные во главе войска сражаться с Ишби-Эррой, перешли на его сторону. Уже с 2021 года до н. э. Ишби-Эрра фактически царствовал, сначала осторожно называя себя «лугалем своей страны», а с 2018 года до н. э. принял полную царскую титулатуру и ввёл собственные датировочные формулы.

### Походы в Элам
В 2022 году до н. э. Ибби-Суэн предпринял поход в Элам, где отвоевал захваченные Энпи-лухханом города Аван, Адамдун и Сузы, и увёз пленённого Энпи-луххана в Ур. В 2018 году до н. э. Ибби-Суэн совершил поход в непокорный Элам, где занял город Хухнури. Это были его последние успехи.

### Разгром Ура
Между тем в Уре положение становилось трагическим. За 1 сикль серебра продавался уже не 1 гур, а 1/60 гура (менее 7 литров) ячменя или, поскольку доступ к морю был открыт, — около 12 кг рыбы. Но всё же Ибби-Суэн сумел продержаться в Уре до 2004 года до н. э., когда амореи пропустили через занятые ими земли войско царя эламской области Симашки Хутран-темпти и его союзников «воинов племени су» (то есть субареев). Ур был захвачен и сильно разрушен эламитами, которые тогда были союзниками амореев. В дошедшем до нас источнике, шумерской летописи «Плаче о гибели Ура», рассказывается что город был подожжен эламитами и полностью разграблен: 

"…тогда добрый(?) ветер с города украли, и город в руины — о горе, отец Наннар! — город в руины обратили: народ плачет. Тогда добрый(?) ветер из страны прогнали: народ плачет. В его стенах дыр наделали: народ рыдает! 
В праздничных вратах, в тех, где ранее ходили люди, разбросаны трупы. На широких улицах, где проходили празднования, лежат убитые. На площадях, где отмечали государственные праздники, сложены горы мертвых. Кровь льется на землю, как медь и олово в плавильную печь, трупы как жир овечий, разлагаются на солнце… 
Люди Ура, порубанные топорами, шлемы с голов растеряли; как газель, сраженная охотой, лежат, уткнувшись губами в пыль. Его люди, раненые копьями, лежат неперевязанные. Его люди, побитые клевцами, лежат с непокрытой головой. Где не так давно, их жены рожали детей, лежат (мертвые) в собственной крови… 
 Кто отважился оказать сопротивление, того побито оружием. Кто спасался бегством, того унесла буря. И сильный и слабый, все погибли в Уре, все как один. Пожилые люди — мужчины и женщины, что не покинули своих домов, сгорели в пожаре. Младенцев, лежащих на коленях матерей, как рыбу унесла вода (каналов). Молодых жителей, детей и подростков, повязали веревками, сыновей и слуг Ура увели в рабство… 
Погиб государственный суд — народ плачет. Государственную думу поглотило болото — народ плачет. Мать оставила дочь свою, сына разлучили с отцом — народ рыдает! 
 С городов его родных прогнали народ «черноголовых»! Их покровительница, словно испуганная птица, Нингаль, покинула город, словно напуганная крылатая птица, покинула свой город! 
О отец Наннар, Ур опустошен, и жители его разогнаны!.
Ибби-Суэн в цепях был уведён в Элам. Дальнейшая судьба Ибби-Суэна неизвестна. 
И свой дворец шумеров царь покинет,
Царь Ибби–Суэн пойдёт в страну Элам,
Преодолев все горные вершины,
Земли Аншан достигнет он краёв,
Как птица, чьё гнездо разорено,
И как чужой, кто в дом свой не вернётся....
Разгром и разграбление Ура подтверждается археологическими данными. Воинский гарнизон эламитов остался в Уре, но спустя шесть или семь лет был выбит из города Ишби-Эррой. Власть над Месопотамией перешла к царям Иссина.
Согласно Ниппурскому царскому списку (копия WB444) Ибби-Суэн правил 24 года. Правда, есть копии, которые утверждают, что он царствовал 25 лет (копии P5 и Su1), 15 лет (копия Su3+Su4), вроде как, 23 года (копия TL). Список царей Ура и Исина также утверждает, что Ибби-Суэн правил 24 года.

## Список датированных формул Ибби-Суэна
|                             | |
| 1 год 2028 / 2027 до н. э.  | a Год, когда царь Ура Ибби-Суэн построил храм Шара в Умме mu di-bi2-den.zu lugal ur2iki-ma-ke4 e2-dszara2 ummaki mu-du3 b Год, когда Ибби-Суэн [стал] царём AnOr 13 36 1a mu di-bi2-den.zu lugal |
| 2 год 2027 / 2026 до н. э.  | a Год после года, когда Ибби-Суэн [стал] царём mu us2-sa di-bi2-den.zu lugal b Год, когда [Ибби-Суэн] избрал путём гадания верховного жреца (эна) Инанны в Уруке RlA 2 145 87 mu en-dinanna unugki masz-e i3-pad3 |
| 3 год 2026 / 2025 до н. э.  | a Год после года, когда [Ибби-Суэн] избрал путём гадания верховного жреца (эна) Инанны в Уруке mu us2-sa en-dinanna unugki-ga masz-e i3-pad3 b Год, когда царь Ура Ибби-Суэн уничтожил Симуррум RlA 2 145 88 mu di-bi2-den.zu lugal ur2iki-ma-ke4 si-mu-ru-umki mu-hul                                                                             |
| 4 год 2025 / 2024 до н. э.  | a Год после года, когда Симуррум был разрушен mu us2-sa si-mu-ru-umki ba-hul b Год, когда Эн-ам-галь-Ана был поставлен как верховный жрец (эн) Инанны RlA 2 146 104 mu en-am-gal-an-na en-dinanna ba-hun |
| 5 год 2024 / 2023 до н. э.  | Год, когда дочь царя Тукин-хатитуй-мигриша была выдана замуж за правителя (энси) Забшали UET 3 277 6 mu tu-ki-in-hatytyi-mi-ig-ri2-sza dumu-munus lugal ensi2 za-ab-sza-liki-ke4 ba-an-tuk |
| 6 год 2023 / 2022 до н. э.  | a Год после года, когда правитель (энси) Забшали заключил брак с дочерью царя [Тукин-хатитуй-мигриша] UET 3 277 7 mu us2-sa dumu-munus lugal ensi2 za-ab-sza-liki ba-an-tuk b Год, когда царь Ура Ибби-Суэн выстроил для Ниппура и Ура их великие стены RlA 2 146 99 mu di-bi2-den.zu lugal ur2iki-ma-ke4 nibruki ur2iki-ma-ke4 bad3 gal-bi mu-du3 |
| 7 год 2022 / 2021 до н. э.  | Год после года, когда великая городская стена города Ниппура была построена UET 3 278 9 mu us2-sa bad3 gal nibruki ba-du3 |
| 8 год 2021 / 2020 до н. э.  | Второй год после года, когда великая стена города [Ниппура] была построена UET 3 278 9 mu us2-sa bad3 gal ba-du3 us2-sa-bi |
| 9 год 2020 / 2019 до н. э.  | Год, когда царь Ура Ибби-Суэн направился с огромным войском в Хухнури, воротам в землю Аншан и как … RlA 2 146 103; UET 3 278 24 mu di-bi2-den.zu lugal ur2iki-ma-ke4 hu-uh2-nu-riki sag-kul ma-da an-sza-anki-sze3 … dugud ba-szi-in-gin …-gim bi …                                                                                               |
| 10 год 2019 / 2018 до н. э. | Год, когда Энниршанна был выбран путём гадания, как эн-жрец Инанны UET 3 277 2 mu en-nir-si3-an-na en-dinanna masz2-e in-pad3 |
| 11 год 2018 / 2017 до н. э. | a Год, когда шита-жрец, который свято молится за Ибби-Суэна, был избран с помощью гадания, как эн-жрец Энки в Эриду UET 3 278 23 mu en-nam-szita4 di-bi2-den.zu-sze3 szud3-sag en-den-ki eriduki-ga masz-e in-pad3 b Год, когда шита-жрец был поставлен как эн-жрец [Энки] в Эриду BM 28502 mu en-nam-szita4 en eriduki ba-hun                     |
| 12 год 2017 / 2016 до н. э. | Год, когда царь Ура Ибби-Суэн сделал для Нанны его божественный престол UET 3 278 15 mu di-bi2-den.zu lugal ur2iki-ma-ke4 gu-za an dnanna-ra mu-na-dim2 |
| 13 год 2016 / 2015 до н. э. | Год после года, когда царь Ура Ибби-Суэн сделал для Нанны его божественный престол UET 3 278 16 mu us2-sa di-bi2-den.zu lugal ur2iki-ma-ke4 gu-za an dnanna-ra mu-na-dim2 |
| 14 год 2015 / 2014 до н. э. | Год, когда царь Ура Ибби-Суэн поверг, как буря, Сузы, Адамдун и страну Аван, завоевал их в один день и овладел их энами RlA 2 146 102 mu di-bi2-den.zu lugal ur2iki-ma-ke4 szuszanki a-dam-dunki a-wa-anki u4-gim ka bi-in-gi4 u4 1-a mu-un-gur2 en-bi lu2-a mi-ni-in-dab5-ba-a                                                                    |
| 15 год 2014 / 2013 до н. э. | Год, когда Нанна проявил себя в Ибби-Суэне, царе Ура, любимым им всем сердцем RlA 2 145 95 mu di-bi2-den.zu lugal ur2iki-ma-ra dnanna-a sza3 ki-ag2-ga2-ni dalla mu-un-na-an-e3-a |
| 16 год 2013 / 2012 до н. э. | Год, когда царь Ура Ибби-Суэн сделал для Нанны «небесные царские украшения» RlA 2 145 94 mu di-bi2-den.zu lugal ur2iki-ma-ke4 dnanna-ar dnun-me-te-an-na mu-na-dim2 |
| 17 год 2012 / 2011 до н. э. | Год, когда амореи, этот мощный южный ветер из далекого прошлого, из неизвестных стран, предстали перед царём Ура Ибби-Суэном RlA 2 146 98 mu di-bi2-den.zu lugal ur2iki-ma-ra mar-tu a2 im.u19-[lu] ul-ta uruki nu zu gu2 im-ma-an-ga2-ar |
| 18 год 2011 / 2010 до н. э. | Год, когда царь Ура Ибби-Суэн построил священный Эшутум / Экинабтум для Нинлиль и Инанны (UET 3 278 17) mu di-bi2-den.zu lugal ur2iki-ma-ke4 dnin-lil2 u3 dinanna e2-szutum2 / e2-gi-na-ab-tum ku3 mu-ne-du3 |
| 19 год 2010 / 2009 до н. э. | Год после года, когда царь Ура Ибби-Суэн построил священный Эшутум / Экинабтум для Нинлиль и Инанны UET 3 278 18 mu us2-sa di-bi2-den.zu lugal ur2iki-ma-ke4 dnin-lil2 u3 dinanna e2-szutum2 / e2-gi-na-ab-tum ku3 mu-ne-du3 |
| 20 год 2009 / 2008 до н. э. | Год, когда Энлиль в своём великолепии закрыл чужие земли для царя Ура Ибби-Суэна UET 3 278 14 mu di-bi2-den.zu lugal ur2iki-ma-ke4 den-lil2-le2 me-lam2-ma-ni kur-kur-ra bi2-in-dul4 |
| 21 год 2008 / 2007 до н. э. | Год, когда царь Ура Ибби-Суэн сделал для Инанны арфу [названную] «Нин-игизибарра» UET 3 278 19 mu di-bi2-den.zu lugal ur2iki-ma-ke4 dnin-igi-zi-bar-ra balag dinanna-ra mu-na-dim2 |
| 22 год 2007 / 2006 до н. э. | Год, когда царь Ура Ибби-Суэн, по приказу богов, обезопасил Ур и UrxUd, пострадавшие от ураганов, которые потрясли весь мир UET 3 278 21 mu di-bi2-den.zu lugal ur2iki-ma-ke4 a-ma-ru ni3-du11-ga dingir-re-ne-ke4 zag an-ki im-suh3-suh3-a ur2iki uruXudki tab-ba bi2-in-gi-en                                                                    |
| 23 год 2006 / 2005 до н. э. | Год, когда глупые обезьяны из чуждых земель выступили против царя Ура Ибби-Суэна UET 3 278 22 mu di-bi2-den.zu lugal ur2iki-ma-ra ugu-dul5-bi dugud kur-be2 mu-na-e-ra |
| 24 год 2005 / 2004 до н. э. | Год, когда царь Ура Ибби-Суэн … mu di-bi2-den.zu lugal ur2iki-ma-ke4 … bi2-ra |

| III династия Ура        |                                                                          |                                 |
| Предшественник: Шу-Суэн | царь Ура, царь Шумера и Аккада ок. 2028 — 2004 до н. э. (правил 24 года) | Преемник: разгром Ура эламитами |